# Receptor de melatonina 1B
El receptor de melatonina tipo 1B o Mel-1B-R es una proteína que en humanos se codifica por el gen MTNR1B ubicado en el cromosoma 11 (humano) en 11q21.

## Función
El receptor Mel-1B-R  (antes llamado ML1B y MT2), es uno de los receptores de alta afinidad de la melatonina, hormona secretada fundamentalmente por la glándula pineal. Este producto génico es una proteína integral de membrana que pertenece a la familia de receptores con 7 segmentos transmembranales acoplados a proteínas G (GPCR) . Se encuentra principalmente en la retina y también en encéfalo; aunque su detección requiere técnicas de alta sensibilidad como la RT-PCR. Se supone que participa en las funciones retinianas que dependen de la luz y pueden estar implicados en los efectos neurobiológicos de la melatonina.

## Importancia Clínica
Varios estudios han identificado mutaciones del receptor MTNR1B que se han asociado con un aumento de la glucemia y un aumento del 20% del riesgo de padecer diabetes de tipo 2. El ARNm del MTNR1B se expresa en los islotes pancreáticos, y se confirma por inmunocitoquímica que se localiza principalmente en las células beta de los islotes.

## Ligandos MT2
Los siguientes ligandos tienen mayor selectividad por el receptor MT2 respecto al MT1:
- Compuesto 3d: antagonista con afinidad sub-nM[7]
- Compuesto 18f: antagonista y compuesto 18g agonista parcial: afinidad sub-nM, selectividad de más de 100 veces frente al MT1[8]
- Compuesto 14: antagonista[9]
- Compuesto 13: agonista[10]

## Léase también
- Brzezinski A (1997). «Melatonin in humans.». N. Engl. J. Med. 336 (3): 186-95. PMID 8988899. doi:10.1056/NEJM199701163360306.
- Reppert SM, Godson C, Mahle CD, et al. (1995). «Molecular characterization of a second melatonin receptor expressed in human retina and brain: the Mel1b melatonin receptor.». Proc. Natl. Acad. Sci. U.S.A. 92 (19): 8734-8. PMC 41041. PMID 7568007. doi:10.1073/pnas.92.19.8734.
- Reppert SM, Weaver DR, Ebisawa T, et al. (1996). «Cloning of a melatonin-related receptor from human pituitary.». FEBS Lett. 386 (2-3): 219-24. PMID 8647286. doi:10.1016/0014-5793(96)00437-1.
- Niles LP, Wang J, Shen L, et al. (2000). «Melatonin receptor mRNA expression in human granulosa cells.». Mol. Cell. Endocrinol. 156 (1-2): 107-10. PMID 10612428. doi:10.1016/S0303-7207(99)00135-5.
- Ebisawa T, Uchiyama M, Kajimura N, et al. (2000). «Genetic polymorphisms of human melatonin 1b receptor gene in circadian rhythm sleep disorders and controls.». Neurosci. Lett. 280 (1): 29-32. PMID 10696804. doi:10.1016/S0304-3940(99)00981-7.
- Roy D, Angelini NL, Fujieda H, et al. (2001). «Cyclical regulation of GnRH gene expression in GT1-7 GnRH-secreting neurons by melatonin.». Endocrinology 142 (11): 4711-20. PMID 11606436. doi:10.1210/en.142.11.4711.
- Ayoub MA, Couturier C, Lucas-Meunier E, et al. (2002). «Monitoring of ligand-independent dimerization and ligand-induced conformational changes of melatonin receptors in living cells by bioluminescence resonance energy transfer.». J. Biol. Chem. 277 (24): 21522-8. PMID 11940583. doi:10.1074/jbc.M200729200.
- Yuan L, Collins AR, Dai J, et al. (2003). «MT(1) melatonin receptor overexpression enhances the growth suppressive effect of melatonin in human breast cancer cells.». Mol. Cell. Endocrinol. 192 (1-2): 147-56. PMID 12088876. doi:10.1016/S0303-7207(02)00029-1.
- Strausberg RL, Feingold EA, Grouse LH, et al. (2003). «Generation and initial analysis of more than 15,000 full-length human and mouse cDNA sequences.». Proc. Natl. Acad. Sci. U.S.A. 99 (26): 16899-903. PMC 139241. PMID 12477932. doi:10.1073/pnas.242603899.
- Slominski A, Pisarchik A, Zbytek B, et al. (2003). «Functional activity of serotoninergic and melatoninergic systems expressed in the skin.». J. Cell. Physiol. 196 (1): 144-53. PMID 12767050. doi:10.1002/jcp.10287.
- Ayoub MA, Levoye A, Delagrange P, Jockers R (2004). «Preferential formation of MT1/MT2 melatonin receptor heterodimers with distinct ligand interaction properties compared with MT2 homodimers.». Mol. Pharmacol. 66 (2): 312-21. PMID 15266022. doi:10.1124/mol.104.000398.
- Gerhard DS, Wagner L, Feingold EA, et al. (2004). «The status, quality, and expansion of the NIH full-length cDNA project: the Mammalian Gene Collection (MGC).». Genome Res. 14 (10B): 2121-7. PMC 528928. PMID 15489334. doi:10.1101/gr.2596504.
- Mazna P, Berka K, Jelinkova I, et al. (2005). «Ligand binding to the human MT2 melatonin receptor: the role of residues in transmembrane domains 3, 6, and 7.». Biochem. Biophys. Res. Commun. 332 (3): 726-34. PMID 15913560. doi:10.1016/j.bbrc.2005.05.017.
- Ha E, Choe BK, Jung KH, et al. (2005). «Positive relationship between melatonin receptor type 1B polymorphism and rheumatoid factor in rheumatoid arthritis patients in the Korean population.». J. Pineal Res. 39 (2): 201-5. PMID 16098099. doi:10.1111/j.1600-079X.2005.00237.x.
- Savaskan E, Jockers R, Ayoub M, et al. (2007). «The MT2 melatonin receptor subtype is present in human retina and decreases in Alzheimer's disease.». Current Alzheimer research 4 (1): 47-51. PMID 17316165. doi:10.2174/156720507779939823.
- Suzuki S, Masui Y, Ohnuki M, et al. (2007). «Induction of metallothionein synthesis by cilostazol in mice and in human cultured neuronal cell lines.». Biol. Pharm. Bull. 30 (4): 791-4. PMID 17409522. doi:10.1248/bpb.30.791.
- Qiu XS, Tang NL, Yeung HY, et al. (2007). «Melatonin receptor 1B (MTNR1B) gene polymorphism is associated with the occurrence of adolescent idiopathic scoliosis.». Spine 32 (16): 1748-53. PMID 17632395. doi:10.1097/BRS.0b013e3180b9f0ff.

- Datos: Q18029577